# Placenta prèvia
La placenta prèvia és una complicació que es pot produir durant l'embaràs i consisteix en el fet que la placenta s'implanta a la part inferior de l'úter, de manera total o parcial, i pot tancar el coll de l'úter que és l'obertura que permet la sortida del nadó.
Al principi de l'embaràs la placenta es localitza a la part inferior però a poc a poc es desplaça cap a la part superior. Així doncs, al final de l'embaràs la placenta s'ha de localitzar a la part superior per deixar el coll de l'úter lliure per l'inici del part.
La placenta prèvia sol produir-se el segon o tercer trimestre però també hi ha hagut casos en els quals s'ha diagnosticat al primer trimestre d'embaràs. Alguns autors indiquen una relació entre els nivells d'un tipus determinat de gonadotropina coriònica i la freqüència de la hyperemesis gravidarum (vòmit de l'embaràs), i el desenvolupament del trastorn. En el nostre entorn aquesta complicació representa un 20% de les hemorràgies del tercer trimestre. El començament del part pot agreujar el sagnat. En els casos de placenta marginal anterior el descens del nounat és un factor que acostuma a reduir l'hemorràgia. En moltes ocasions, la placenta prèvia no implica patiment fetal, si bé s'acompanya de presentació fetal anòmala en un considerable nombre de casos.

## Classificació
Generalment, hi ha tres tipus de placenta prèvia:
- Marginal: La placenta es localitza al costat del coll uterí però no cobreix l'obertura cervical.
- Parcial: La placenta cobreix una part de l'obertura uterina.
- Completa: La placenta cobreix tota l'obertura cervical.[5]

Avui dia, a efectes pràctics, la classificació predominant contempla dues variants principals:
- Placenta prèvia: Inclou les anteriors diferències (parcial i complerta) relatives a l'obertura del forat cervical uterí.
- Placenta prèvia marginal: El marge placentari es troba a menys de 2 cm del forat cervical intern, però no el cobreix.

## Incidència i factors de risc
La placenta prèvia és un diagnòstic que es produeix en 1 de cada 200 parteres. En més del 50% dels casos, les dones amb placenta prèvia presenten metrorràgies (sagnats genitals sense relació amb la menstruació) abans del part. Això, segons les regions geogràfiques, té una prevalença diferent: Àsia (53.4%), Amèrica del Nord (53.2%), Europa (48.5%), Africa (33.8%). La taxa de mortalitat neonatal en cas de placenta prèvia es 3 vegades superior a la dels embarassos normals en els països desenvolupats.
Hi ha tota una sèrie de factors de risc que poden desencadenar placenta prèvia en la dona.
- Embarassos múltiples (bessons, trigèmins)
- Cicatrització de l'úter a causa d'antecedents previs com un avortament, cesària, etc
- Un úter anormalment format
- Molts embarassos previs
- Dones fumadores
- Parteres d'edat avançada[9][10]

## Etiologia
Avui en dia, no hi ha una clara etiologia pel que fa a la placenta prèvia. Hi ha hipòtesis que diuen que és a causa de la vascularització anormal de l'endometri i altres com hàbit tabàquic, cesàries prèvies, avortament, etc.

## Simptomatologia
El símptoma principal de placenta prèvia és el sagnat vaginal sobtat. Aquest es presenta a finals del segon semestre o bé, a principis del tercer. Aquest sagnat, anomenat metrorràgia, té unes característiques concretes.
- Sagnat brusc, intermitent, indolor i sense contraccions uterines
- Sagnat repetitiu, amb increment d'intensitat i freqüència d'episodis
- Tendència a formar coàguls
- Tota metrorràgia en el tercer trimestre d'embaràs és placenta prèvia si no es demostra un altre diagnòstic.[11]

## Diagnòstic
El diagnòstic de placenta prèvia es pot confirmar per ecografia. Actualment, hi ha evidència que l'ecografia transvaginal és més fiable i segura que la transabdominal. Cal remarcar, que en alguns llocs del món l'ecografia no està disponible.
L'ecografia transvaginal a les 18-23 setmanes de gestació es una prova útil per valorar el risc de placenta prèvia al part, seguida d'una ecografia de confirmació a les 26-30 setmanes. L'ecografia Doppler és, avui dia, un mètode molt eficaç per diagnosticar anomalies en la implantació placentària.
A més a més, també es realitza una analítica: hemograma i coagulació (temps de protrombina, temps de tromboplastina parcial activada, fibrinogen i productes de la degradació de la fibrina com el dímer-D).

### Diagnòstics diferencials
- Cervicitis
- Ruptura prematura de la membrana
- Part preterme
- Vaginitis
- Vulvovaginitis
- Lasceració cervical o vaginal
- Avortament espontani
- Despreniment prematur de placenta[9]

S'ha descrit algun cas de placenta prèvia diagnosticada a priori per les metrorràgies autoprovocades en el context d'una síndrome de Münchhausen.

## Tractament
El tractament de placenta prèvia dependrà de tota una sèrie de factors que s'han de valorar com: intensitat del sagnat, edat gestacional del fetus, etc. S'ha de fer una valoració general de la partera i de l'estat de la placenta. Tot seguit es decidiran les intervencions a dur a terme.
Generalment, les parteres amb placenta prèvia hauran d'ingressar per controlar l'evolució de l'hemorràgia i l'estat de la mare i el nadó. Gran part de les parteres amb placenta prèvia se'ls hi haurà de realitzar una cesària a conseqüència d'un sagnat intens, placenta prèvia total o perill pel nadó i la mare.
- Guardar repòs
- Reduir nombre d'activitats
- Descans de la pelvis (no relacions sexuals, no utilitzar tampons per l'hemorràgia, etc.)
- Transfusió de sang en cas d'hemorràgia intensa
- Tractament farmacològic per evitar un part prematur
- Tractament farmacològic amb esteroides per ajudar a madurar l'aparell respiratori del nadó.[2]

En cas de cesària derivada d'una placenta prèvia anterior, l'abordatge quirúrgic per incisió placentària és un procediment segur, sense incidència en la prognosi de la mare o del nounat.

## Complicacions
Si no es diagnostica correctament la placenta prèvia, els riscos per la mare i del fetus es poden incrementar.
- Xoc
- Mort de la mare o el fetus
- Hemorràgia greu
- Increment risc infecció
- Naixement prematur
- Pèrdua de sang del fetus durant el part[2]